# Еффельсберзький радіотелескоп
Еффельсберзький радіотелескоп (англ. Effelsberg 100-m Radio Telescope, нім. Radioteleskop Effelsberg) — німецький радіотелескоп діаметром 100 метрів, другий за розмірами повноповоротний радіотелескоп у світі. Від моменту свого відкриття у 1971 році, він 29 років він був найбільшим у світі, поки 2000 року його не перевершив Грін-Банкський телескоп у США з еліптичною антеною 100 на 110 метрів. Розташований у землі Північний Рейн-Вестфалія, біля самої границі з Рейнланд-Пфальц, у гірській місцевості, у суворо дотримуваній зоні радіотиші. Телескопом керує  Інститут радіоастрономії імені Макса Планка в Бонні. Поруч з телескопом знаходяться антенне поле LOFAR, центр для відвідувачів та планетна стежка.

## Географія

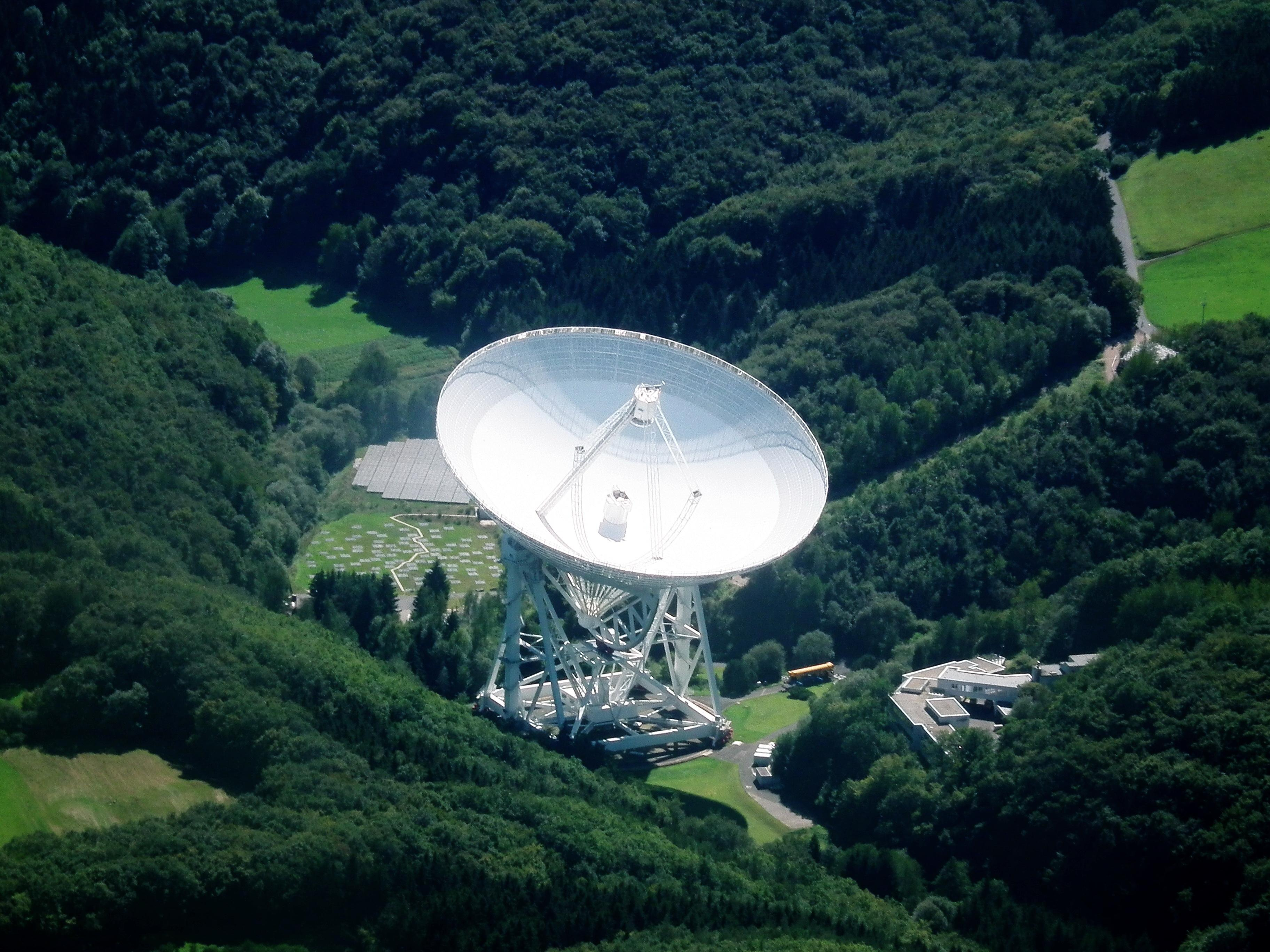
Вид на радіотелескоп з повітря

Телескоп розташований на відстані близько 1,3 км на північний схід від района Еффельсберг у південно-східній частині міста Бад-Мюнстерайфель в районі Ойскірхен землі Північний Рейн-Вестфалія. Він знаходиться у низькогірському масиві Аргебірге, який є частиною гір Айфель. Сам радіотелескоп розташований на висоті 319 м.
В безпосередній близькості від телескопа по Еффельсбергзькому струмку проходить кордон між німецькими федеральними землями Північний Рейн-Вестфалія і Рейнланд-Пфальц. Еффельсбергзький струмок має довжину 6,5 км, витікає з Еффельсбергзького лісу і впадає у струмок Зарбах, що, в свою чергу, тече на південь і впадає в річку Ар.
Пагорб Гюренберг висотою 398 м, вершина якого знаходиться на відстані лише 275 м на північний схід від телескопа, вже розташований у землі Рейнланд-Пфальц, у муніципалітеті Кірхсар, районі Арвайлер.
Кордон між федеральними землями проходить на відстані 74 метри на схід від телескопа. Сусіднє антенне поле LOFAR взагалі розділене кордоном, що примушує співробітників обсерваторії дублювати оформлення ряду паперів в установах двох окремих федеральних земель.

## Історія

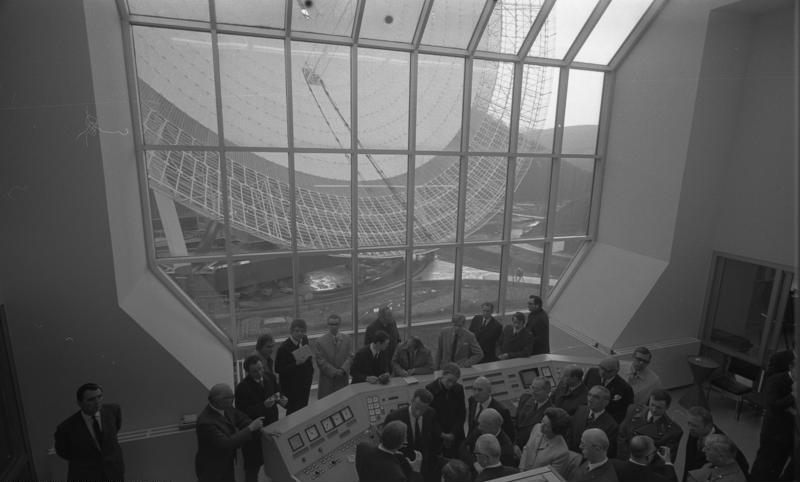
Візит на радіотелескоп бельгійського короля Бодуена I 28 квітня 1971

Радіотелескоп Еффельсберг був споруджений між 1967 і 1971 роками заводом MAN у Густавсбурзі та Friedrich Krupp AG. Він був урочисто відкритий 12 травня 1971 та почав працювати в серпні 1972 року. Фінансування надав Фонд Фольксваген. Побудові телескопа сприяв Лео Брандт, державним секретарем Північного Рейну-Вестфалії, який активно підтримував наукові дослідження, зокрема в галузі радіолокаційних технологій.
Основною технічною трудністю в побудові радіотелескопа діаметром 100 метрів була боротьба з деформаціями параболічного дзеркала під дією сили тяжіння. Дзеркало було розраховане за допомогою методу скінченних елементів таким чином, що, деформуючись під дією гравітації, воно зберігає свою параболічну форму, й тільки фокус цієї параболи зміщується, так що приймач телескопа має пересуватися відповідним чином. Випробування після завершення будівництва телескопа показали, що передбачувана точність поверхні дзеркала (відхилення — до 1 мм) була не лише досягнута, але й значно перевершена. Станом на 2012 рік середнє відхилення від ідеального параболоїда збереглось на рівні менше 0,6 мм.

## Опис

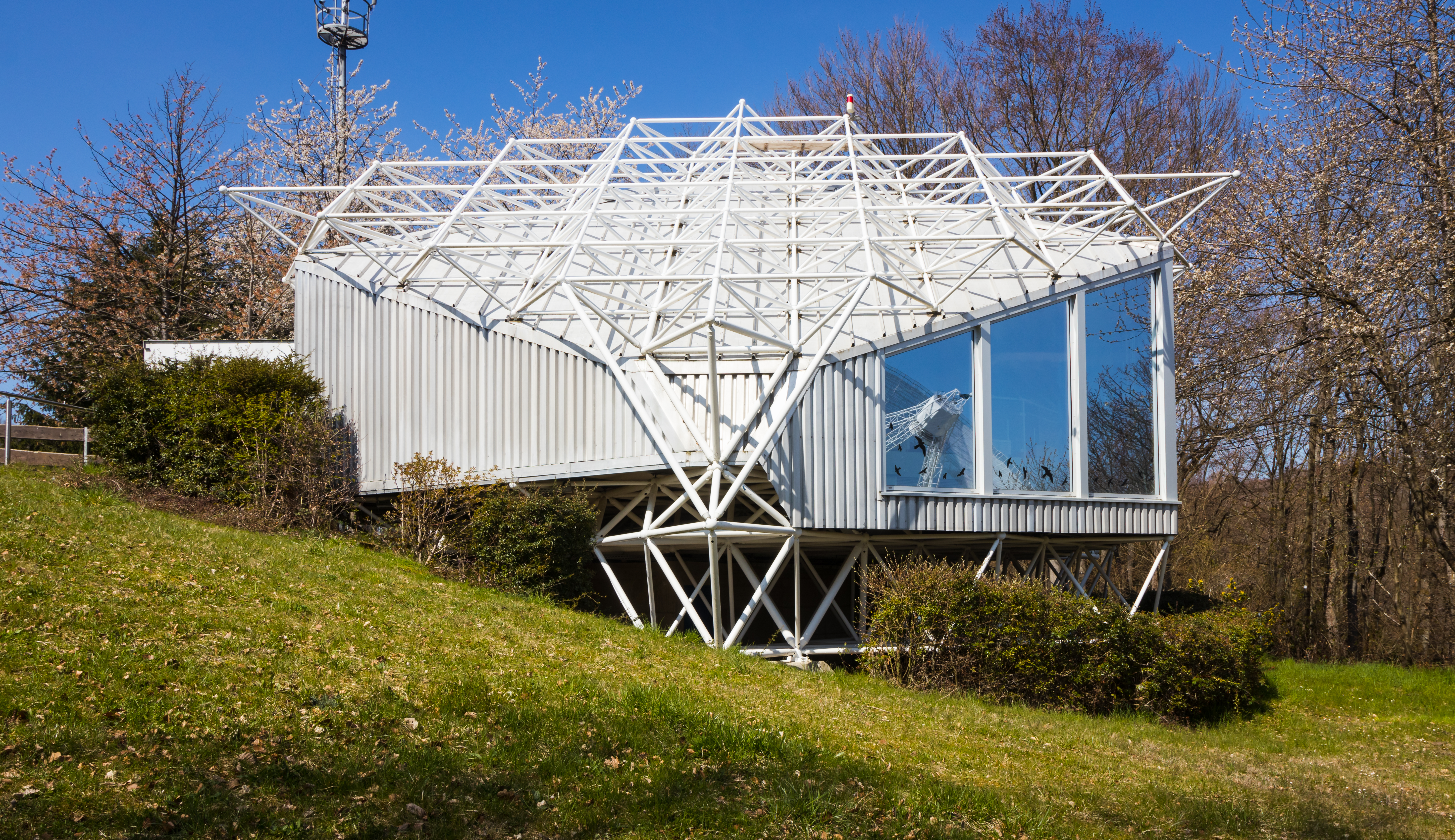
Центр для відвідувачів поруч з радіотелескопом

Еффельберзький радіотелескоп керується Інститутом радіоастрономії імені Макса Планка в Бонні, радіоастрономічним інститутом Товариства імені Макса Планка. Близько 45 % часу спостережень надається стороннім астрономам. Телескоп є частиною Європейської РНДБ-мережі.
Розташування в долині між горами значною мірою захищає телескоп від побутових та індиструальних радіоджерел. На цей район заборонено трансляцію теле- й радіостанцій. Щоб уникнути перешкод, в 150 кілометровому радіусі заборонене використання деяких частот зв'язку BOS. У цьому радіусі можна використовувати лише 72 «Еффельсберзькі частоти» в діапазониах 406,1-407 і 409,1-410 МГц. Електронні пристрої, особливо мобільні телефони та планшети, які знаходяться в безпосередній близькості від телескопа, слід вимкнути або перевести в режим польоту, інакше вони можуть своїм вимірюванням заважати роботі радіотелескопа.

## Технічні характеристики

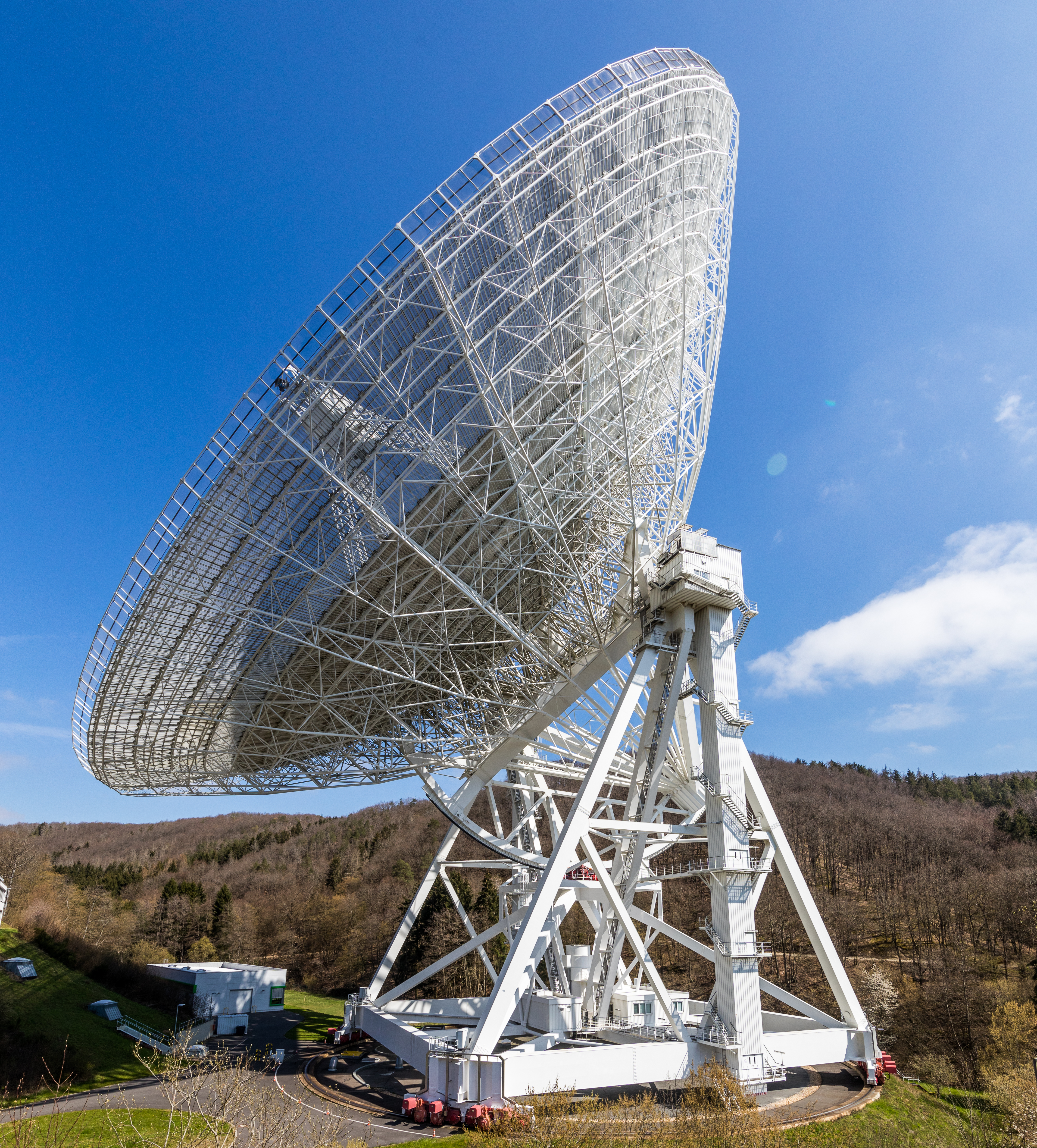
Загальний вигляд телескопа

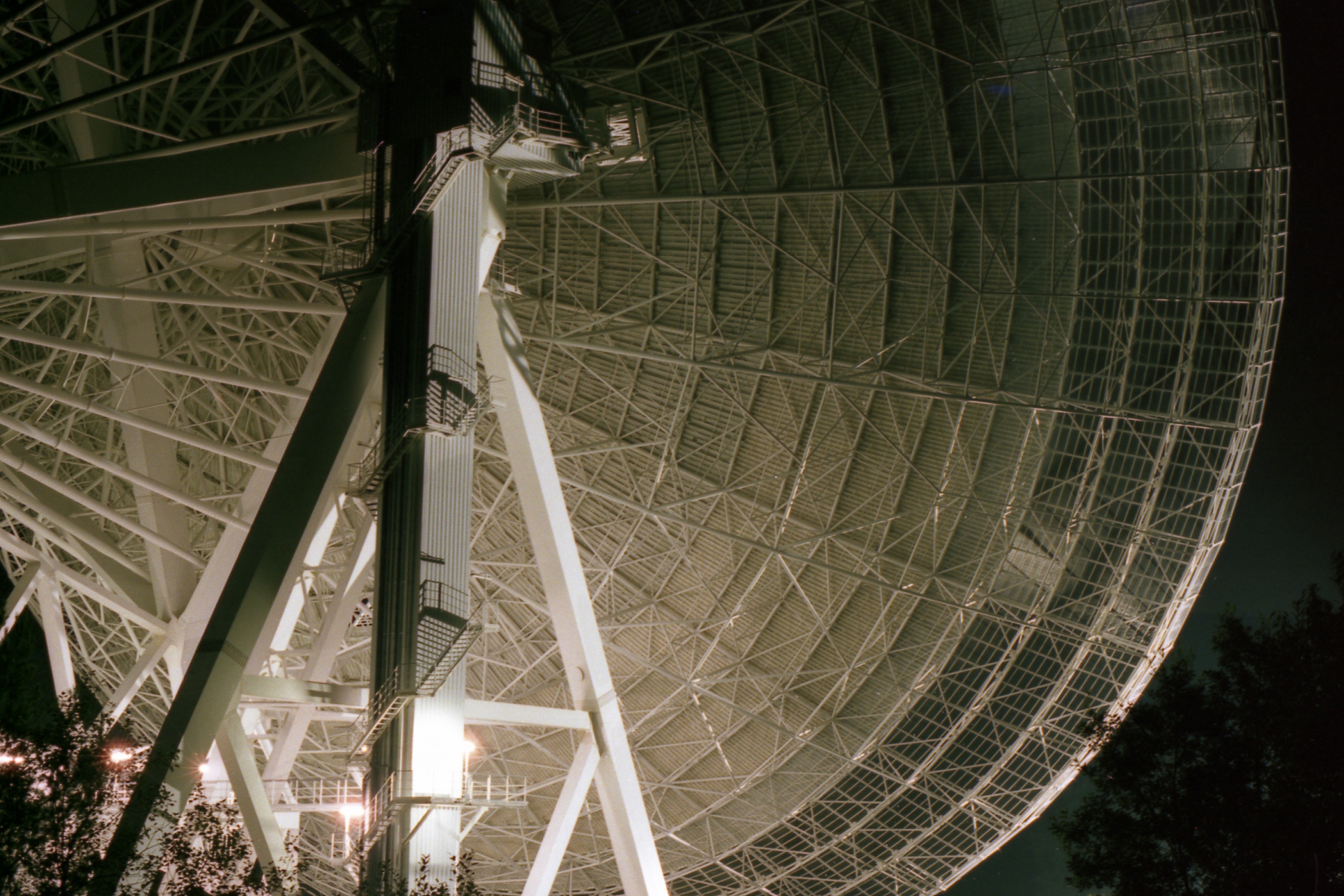
Одна з опор радіотелескопа

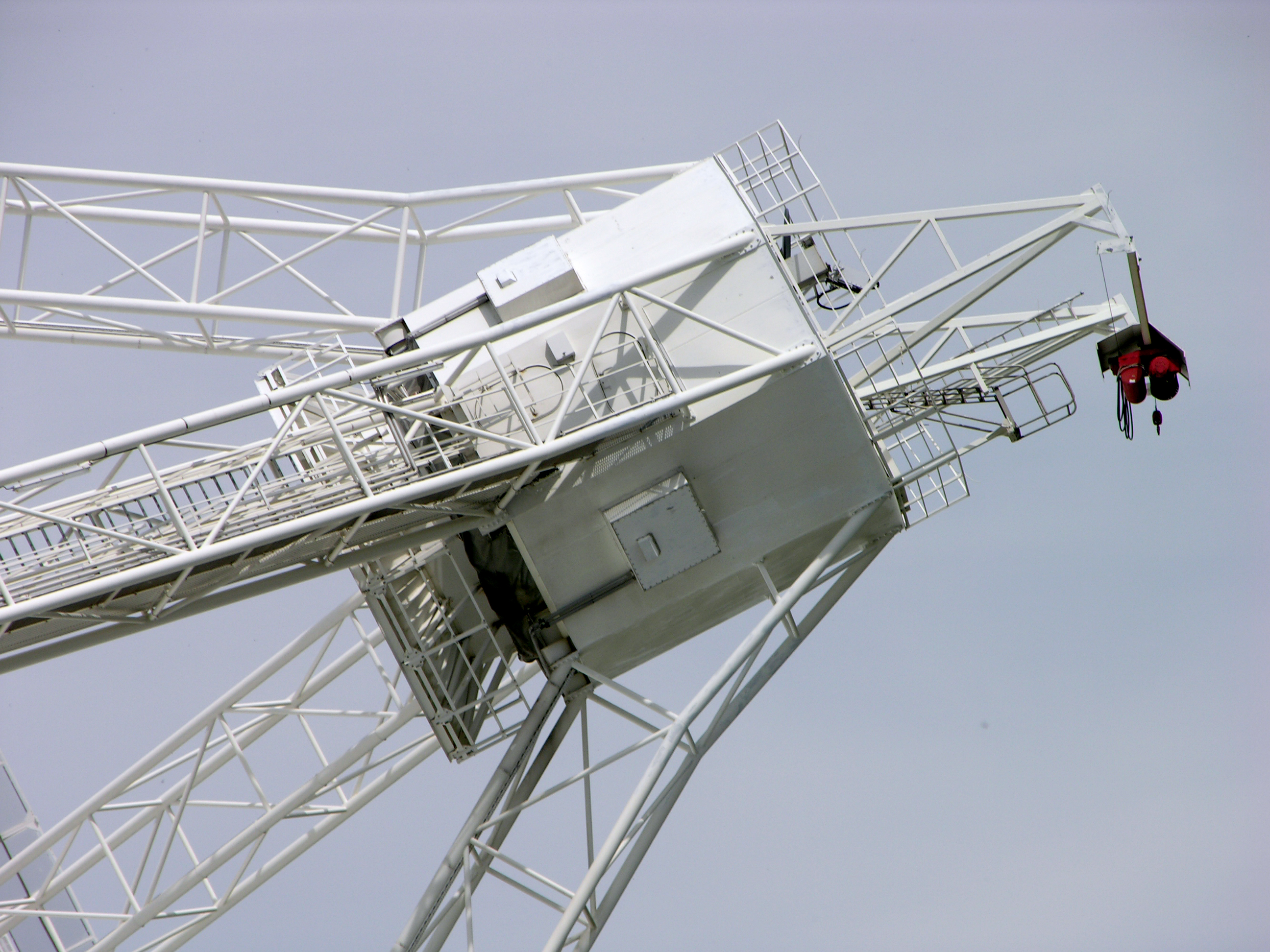
Головний фокус радіотелескопа

| Діаметр рефлектора                           | 100 м                          |
| Апертура                                     | 7 854 м²                       |
| Кількість елементів поверхні (панелей)       | 2 352                          |
| Точність форми поверхні                      | < 0,5 мм                       |
| Фокусна відстань в головному фокусі          | 30 м                           |
| Діаметр другого дзеркала (рефлектор Грегорі) | 6,5 м                          |
| Зупинка апертури                             |                                |
| – у головному фокусі                         | f/0.3                          |
| – у другому фокусі                           | f/3.85                         |
| Кутова роздільна здатність (ширина променя)  |                                |
| – на довжині хвилі 21 см (1.4 ГГц)           | 9,4' (кутових хвилин)          |
| – на довжині хвилі 3 см (10 ГГц)             | 1,15' (кутових хвилин)         |
| – на довжині хвилі 3,5 мм (86 ГГц)           | 10" (кутових секунд)           |
| Діаметр треку азимуту                        | 64 м                           |
| Точність установки рейок                     | ±0,25 мм                       |
| Азимутальний діапазон                        | 480°                           |
| Максимальна швидкість обертання              | 30°/хв                         |
| Точність наведення                           |                                |
| – сліпе наведення                            | 10"                            |
| – повторювані наведення                      | 2"                             |
| Вихідна потужність 16 приводів азимуту       | 10,2 кВт кожен                 |
| Радіус треку підйомного механізму            | 28 м                           |
| Діапазон висот підйому                       | від 7° до 94°                  |
| – під час спостережень                       | від 8,1° до 89°                |
| Максимальна швидкість нахилу                 | 16°/хв                         |
| Вихідна потужність 4 приводів підйому        | 17.5 кВт кожен                 |
| Загальна вага                                | 3 200 т                        |
| Період будівництва                           | 1968-1971                      |
| Висота траси над рівнем моря                 | 319 м                          |
| Початок експлуатації                         | 1 серпня 1972 року             |
| Побудовано                                   | Arbeitsgemeinschaft Krupp//MAN |

## Станція LOFAR

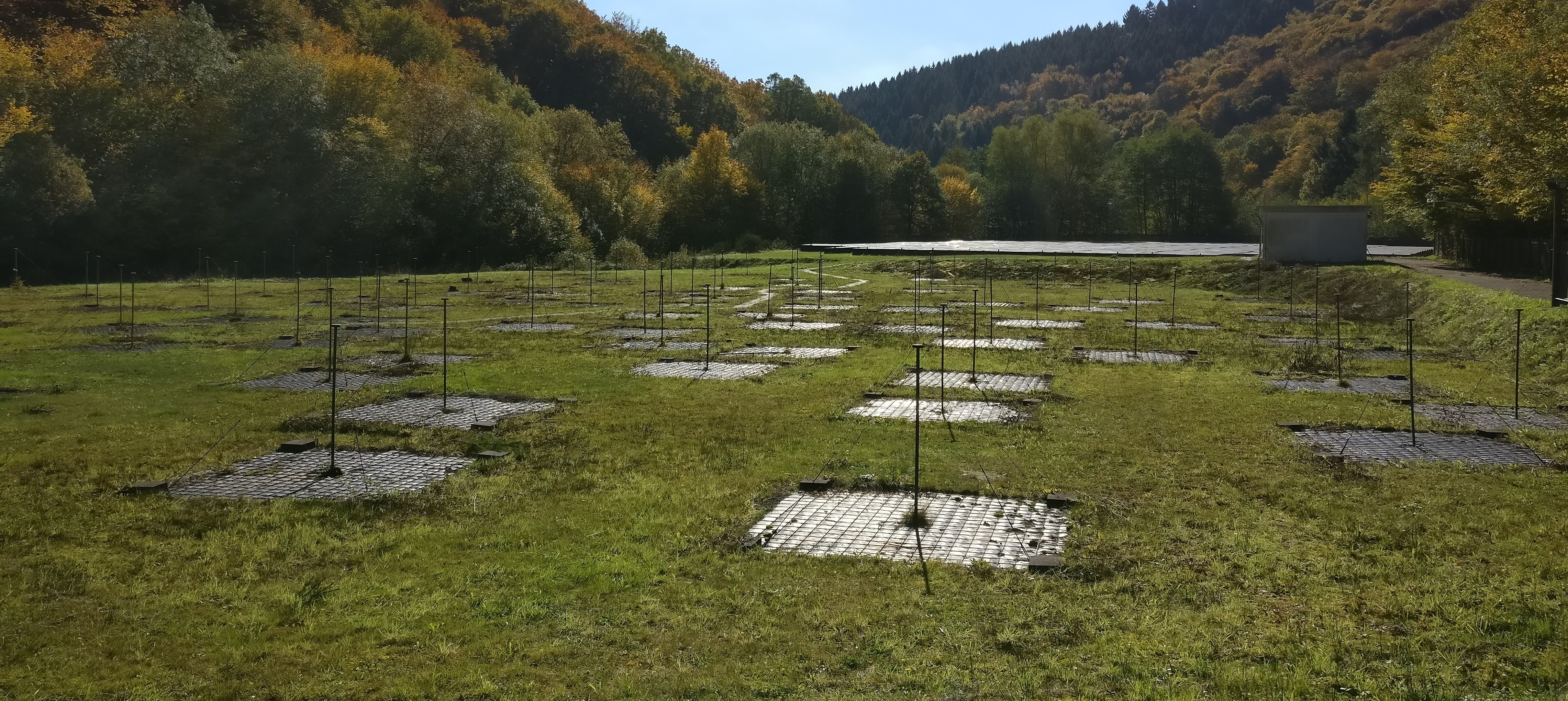
Антенне поле LOFAR

Поруч з радіотелескопом розташована станція LOFAR, яка була введена в експлуатацію в 2007 (низькочастотна частина) та 2009 (високочастотна частина). В липні 2021 року станція постраждала під час паводку.

## Туристична освітня стежка
Повз телескоп проходить туристичний пішохідний маршрут. 2004 року його частина була перетворена на планетну стежку з інформаційними табло про Сонячну систему з її планетами. Стежка закінчується 39-сантиметровою моделлю Сонця поруч із центром для відвідувачів телескопу.

## В культурі
- Радіотелескоп є місцем дії епізоду «Сонце, вбивство та зорі» (2010) телесеріалу «Вбивство з видом»[de].
- 1976 року Deutsche Post присвятила телескопу поштову марку на 500 пфенігів із серії «Промисловість та техніка».
- 1 квітня 2021 року, до 50-ї річниці введення телескопа в експлуатацію, Deutsche Post випустила спеціальну поштову марку номіналом 155 євроцентів.

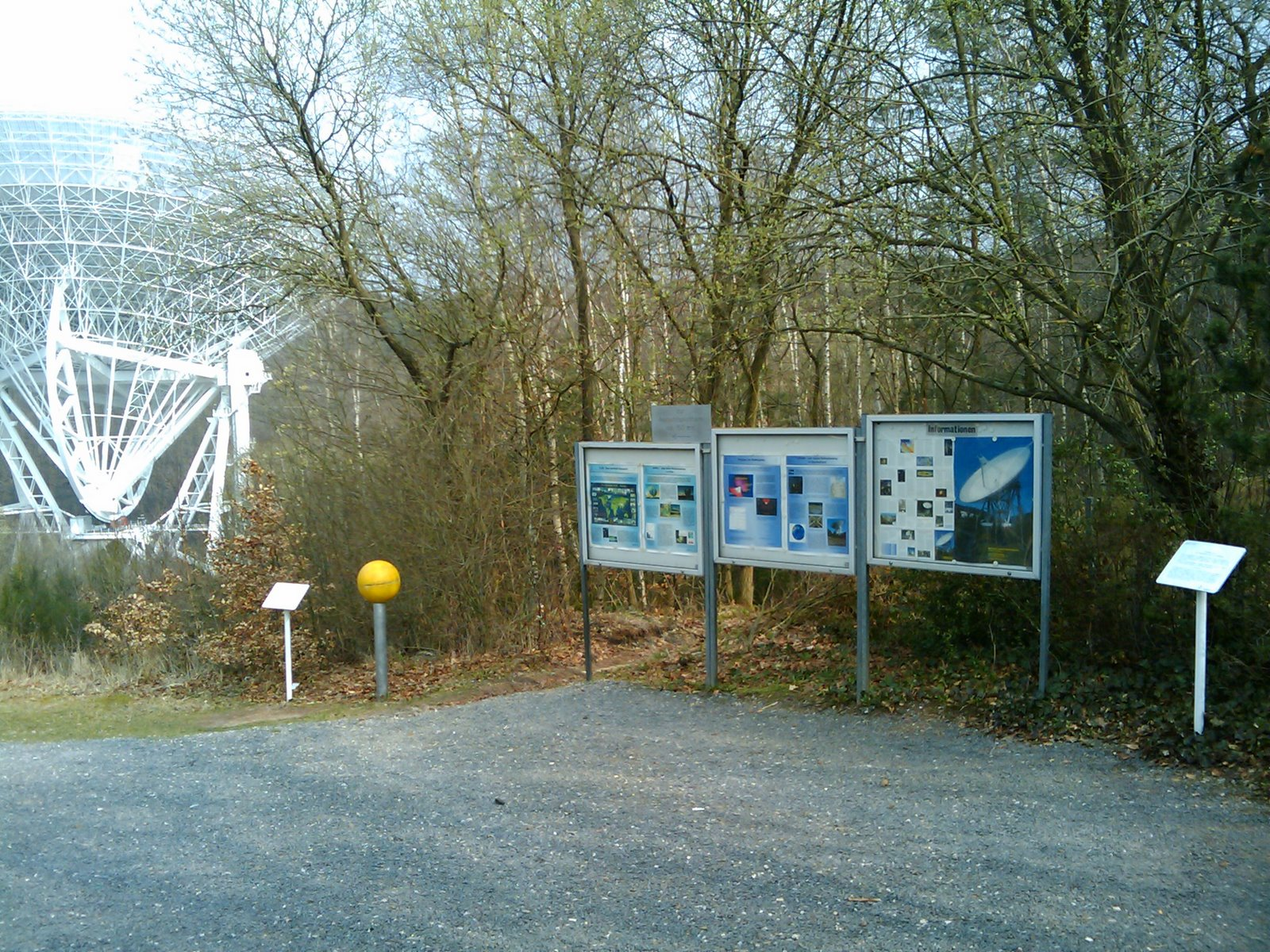
Модель Сонця й початок планетної стежки
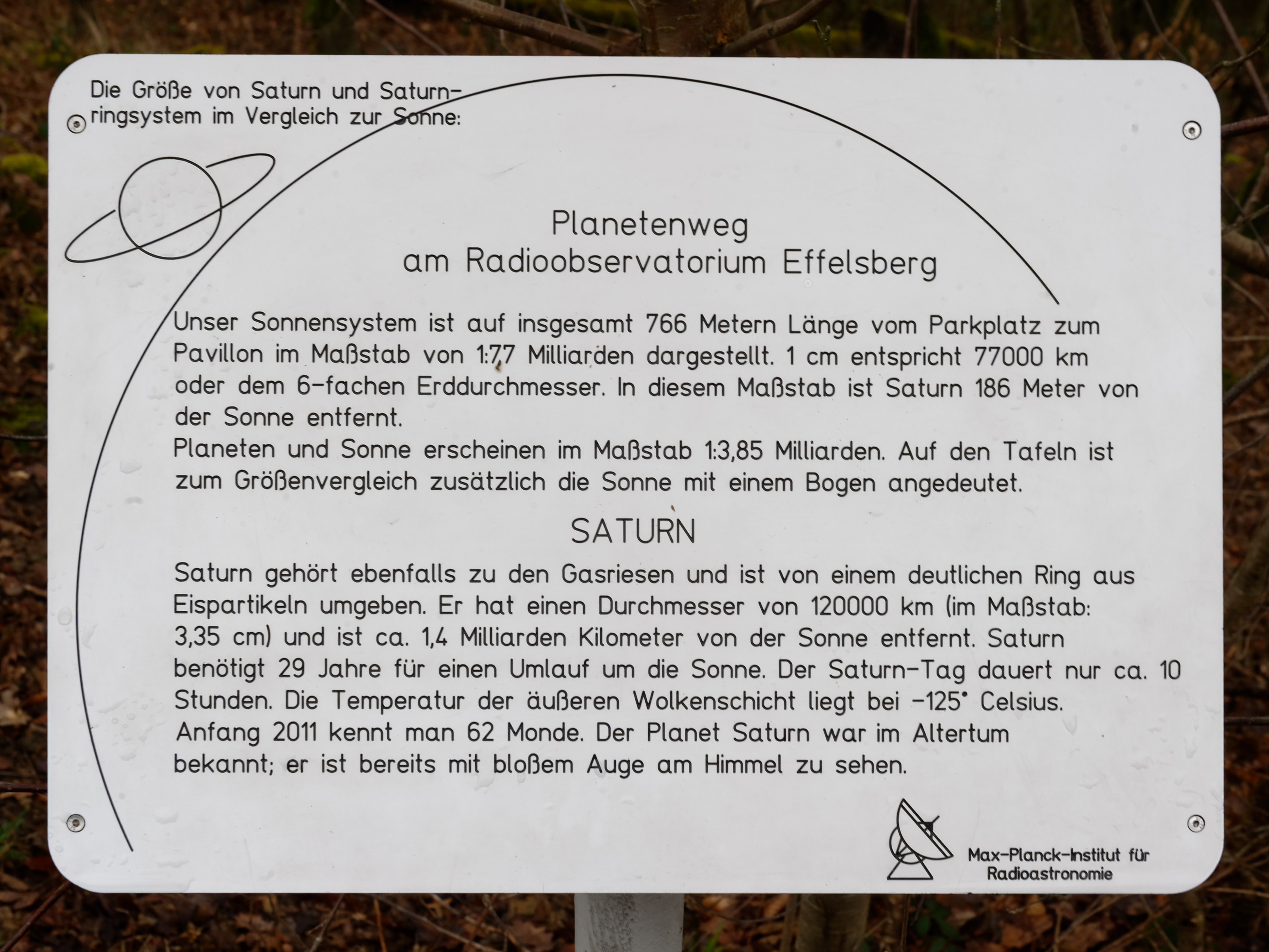
Стенд Сатурна на планетній стежці